# Neem Karoli Baba

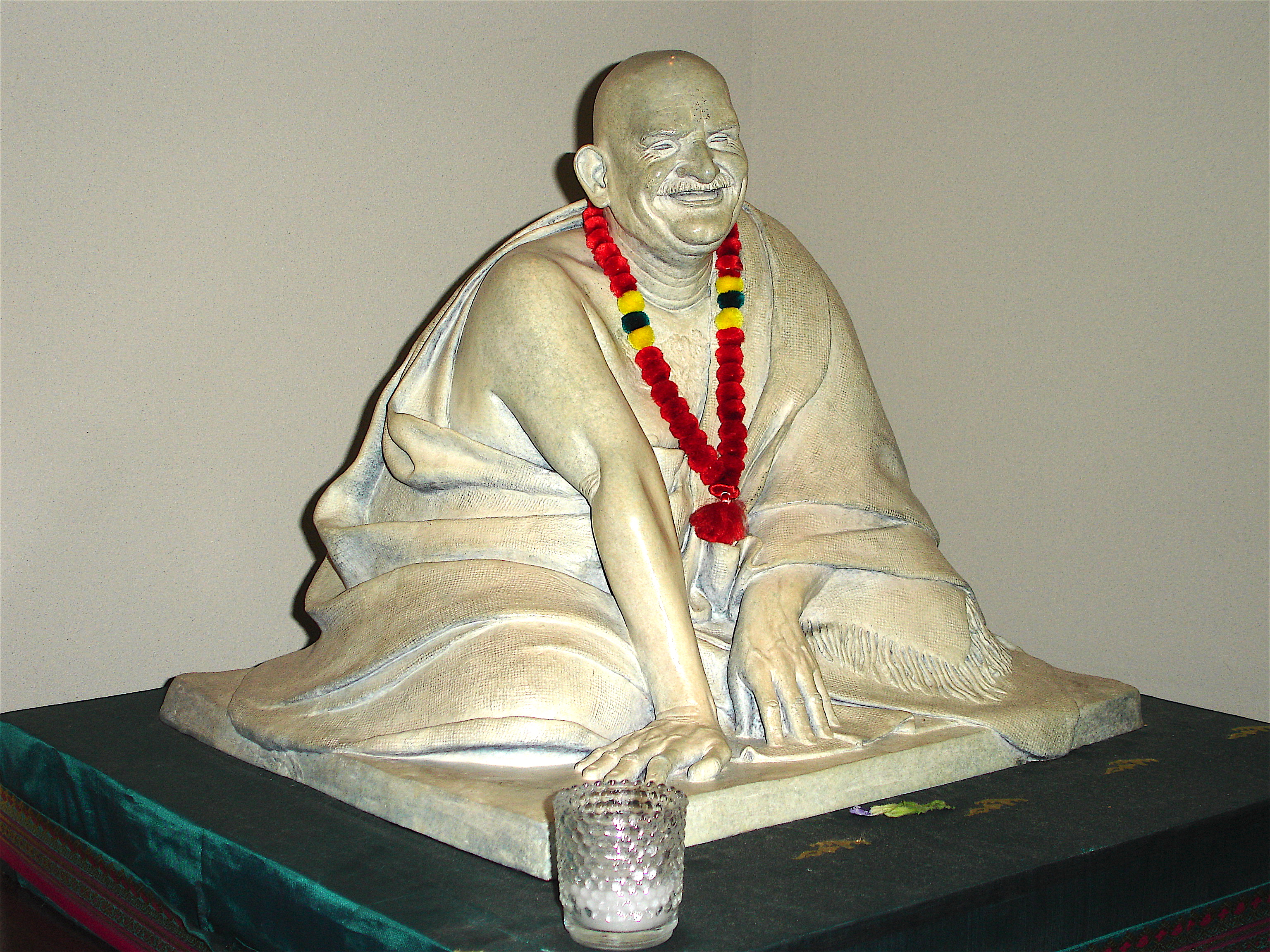
Escultura de Nim Karoli Baba en la biblioteca Ram Dass en el Instituto Omega de Estudios Holísticos, en Rhinebeck (Estados Unidos).

Neem Karoli Baba (Akbarpur, años 1910 - Vrindavan, 11 de septiembre de 1973) fue un religioso indio hinduista.
En hindi su nombre se escribe नीम करोली बाबा (Nīm Karolī Bābā)
Sus seguidores le llamaban también Majarashi
un título honorífico que utilizan los devotos y discípulos de yoguis y gurús, sin importar su notabilidad, al hablar sobre su maestro. Es conocido en Occidente por haber sido el gurú de varios estadounidenses que visitaron la India en los años sesenta y setenta, y que popularizaron  su nombre. Los más conocidos son los maestros espirituales Ram Dass y Bhagavan Das, el músico Krishna Das y Jai Uttal.

## Biografía

### Primeros años
Lakshman Narayan Sharma nació cerca de 1900 en la aldea de Akbarpur en Uttar Pradesh, India, en una acaudalada familia Brahmin. Fue casado por sus padres a los 11 años. Luego abandonó su hogar para volverse un sadhu errante. Ante el pedido de su padre, después volvió a su casa, para vivir una vida de casado. Fue el padre de dos hijos varones y una hija mujer.

### Sadhu y gurú
En 1958, cuando su hija menor cumplió los once años de edad, sintió el llamado al desapego, dejó a su familia y recorrió la India, cambiando continuamente de nombre:
- Lakshman Das
- Handi Wallah Baba
- Tikonia Walla Baba
- Tallaiya Baba (en la época en que vivió como mendigo ―realizando sadhana― en Bavania [estado de Guyarat])
- Chamatkari Baba (en la época en que vivió en Vrindavan ―la tierra del dios Krisna―)
- Nim Karoli Baba (cuando empezó a acumular discípulos).

Nim Karoli fue toda la vida adepto del bhakti (la devoción), y promovió el servicio al prójimo (seva) como la forma más alta de devoción incondicional a Dios. En el libro Milagro de amor, de Ram Dass, un devoto llamado Anjani cuenta lo siguiente:

No puede haber biografía de él. Los hechos son pocos, las historias muchas. Parece haber sido conocido por nombres diferentes en muchas partes de India, apareciendo y desapareciendo a través de los años. Sus creyentes occidentales de años recientes lo conocieron como Nim Karoli Baba, pero en su mayor parte como Maharashi, un apodo tan común en la India que hasta se utiliza para dirigirse a un vendedor callejero de té. Él mismo decía que era «nadie». No daba discursos; las historias más breves y simples eran sus enseñanzas. A menudo se sentaba o recostaba sobre un banco de madera, envuelto en una manta a cuadros, mientras algunos devotos se sentaban alrededor de él. Las visitas eran constantes; recibía a los visitantes y les daba comida, les dirigía algunas palabras, una inclinación de cabeza, les daba palmaditas o empujoncitos en la cabeza o en la espalda y se despedía de ellos. Había charlas y risas, pues le gustaba bromear. A veces se sentaba en silencio, absorbido en otro mundo al que no podíamos acceder, pero cuya dicha y paz nos llovían. Lo que él era no era más que la experiencia de él, el néctar de su presencia, la totalidad de su ausencia.
There can be no biography of him. Facts are few, stories many. He seems to have been known by different names in many parts of India, appearing and disappearing through the years. His non-Indian devotees of recent years knew him as Neem Karoli Baba, but mostly as “Maharajji” – a nickname so commonplace in India that one can often hear a tea vendor addressed thus. Just as he said, he was “nobody”. He gave no discourses; the briefest, simplest stories were his teachings. Usually he sat or lay on a wooden bench wrapped in a plaid blanket while a few devotees sat around him. Visitors came and went; they were given food, a few words, a nod, a pat on the head or back, and they were sent away. There was gossip and laughter for he loved to joke. Orders for running the ashram were given, usually in a piercing yell across the compound. Sometimes he sat in silence, absorbed in another world to which we could not follow, but bliss and peace poured down on us. Who he was no more than the experience of him, the nectar of his presence, the totality of his absence...
Anjani (discípulo de Maharashi)

Recibía a los visitantes sentado en una silla (los demás se sentaban en el piso, como se acostumbra en la tradición védica,  señal de respeto y devoción). También recibía a sus discípulos acostado en una cama sencilla en la galería de su templo.

## Discípulos notables
Los discípulos más notables fueron:
- Ram Dass, autor de Be here now (‘Estate aquí ahora’), publicado en 1971, que es conocido como «la biblia jipi», del que se vendieron medio millón de ejemplares,
- el maestro y actor Bhagavan Das,
- el músico Jai Uttal,
- el músico Krishna Das,
- el humanista Larry Brilliant, y su esposa Girija
- Dada Mukerjee, profesor en la Universidad de Allahabad, en Uttar Pradesh (India), que ha publicado varios libros acerca del Majarashi.

Después de regresar a los Estados Unidos, Ram Dass y Larry Brilliant fundaron la Seva Foundation, un instituto dedicado a difundir las enseñanzas de Nim Karoli Baba. Seva tiene su sede en Berkeley (California), y Ram Dass fue miembro de la Junta Directiva. Larry Brilliant es actualmente el director de Google.org, el brazo filantrópico de Google.